# Грястиця
Грястиця, єжа (Dactylis) — рід трав в підродині Pooideae, які ростуть в Європі, Азії та Північній Африці.

## Систематика
Раніше рід розглядався як монотипний таксон, репрезентований єдиним видом Dactylis glomerata, і багато авторів, розглядаючи видозміни в роді відносили їх до підвиду D. Glomerata але останнім часом спостерігається тенденція розглядати два види, хоча деякі автори вбачають навіть більше видів у роді, зокрема, острівні ендемічні види у Макаронезії..

## Використання
Рослини широко використовують як трав'яний корм тваринам і на сіно.

## Опис
Рід Dactylis репрезентований багатьма видами багаторічних трав, які зростаючи, утворюють щільні купини. Трави заввишки до 15–140 сантиметрів, з листям 20–50 см завдовжки і до 1,5 см завширшки, і трикутної форми суцвіття-віник 10–15 см завдовжки, які при настанні насінної зрілості змінюють колір на сіро-коричневий. Колоски утворюють віники 5–9 мм довжиною, як правило, містять 4:58 квітів. Стебла широколінійні, що відрізняє їх від багатьох інших трав.

## Види
- Dactylis glomerata L.[14] — Грястиця збірна.
- Dactylis marina Borrill. Поширена в західно-середземноморському регіоні (південному заході Європи, північно-західній частині Африки).
- Dactylis metlesicsii Schönfelder & Ludwig. Канарські острови, ендемік.
- Dactylis smithii Link (syn. D. glomerata subsp. smithii (Link) Stebbins & Zohary). Канарські острови, Кабо-Верде, Мадейра.

Багато таксонів, раніше виділені в окремі види, тепер визнані підвидами Dactylis glomerata; їх налічується близько десятка.